# 真木蛍五
真木 蛍五（まき けいご）は、日本の漫画家。
『可愛いだけじゃない式守さん』が「みんなが選ぶTSUTAYAコミック大賞2020」で9位、「次にくるマンガ大賞 2020」でWEB部門5位に選ばれた。

## 来歴
小さい時から絵を描いており、机の前に座るのが嫌いで、いつも布団にうつ伏せになりながら描いていた。
子供のころは父親が読んでいた『バガボンド』、『クロサギ』、『ドラゴンヘッド』などを読んでいた。最近の漫画なら『モブサイコ100』、ラブコメなら『いちご100%』が好き。
音楽を聴いてないと漫画が描けないほど大好きで、ハマる曲が見つからないと作品作りに影響が出るのが悩み。好きな食べ物は米（白飯）。

### 学生時代から漫画家になるまで
高校の頃、悩んでいたり落ち込んでいたりする人の話を聴くスキルがあったため、それを活かせる臨床心理士としてカウンセラーを目指していた。休み時間ごとに図書室に行って心理学の本を読んだり、カウンセラーに求められることを調べたり、ネットでどうすればカウンセラーになれるか、収入はどうか、など色々調べるも、結構、数字をたくさん扱わないといけない、しかもクライアントが来なければ収入がないということがわかり「これなら漫画家のほうが生活できそうだ」と思い、3日で諦めた。
高3の夏、AO入試で専門学校に受かり、暇だったので、毎日6時間くらい腹筋して過ごしていた。でも、それだけでは時間が余り、「漫画の専門に行くんだから、漫画を今から描けばいいじゃない!」と思いたち、後はひたすら漫画を描き続けた。
そのうち春が来て、専門学校に入学。先生に描いた漫画を見せたら「どこかに応募した? なんでしてないの!?」と言われ、慌ててマガジン編集部に持ち込む。ところが、そのときに担当してくれた編集者に半年ぐらい放置されてしまい、「これじゃダメだ!」と思い、別の出版社に持ち込むと「もうちょっとそこで頑張りましょう! もしそれでもダメだと思うのであれば、またいらっしゃい。そのときはうちで描けばいい」と言ってもらい『マガジン』で頑張ろうと考え直す。当時は絵に自信がなかったため『亜人』を模写して画力を上げた。将来はサスペンス原作の作画や、版権モノなどを、密かに狙っている。

### 連載
2017年、『マガジンポケット』にて『木星少女流星群』を連載開始。2019年から2023年まで『マガジンポケット』にて『可愛いだけじゃない式守さん』を連載。2025年、『マガジンポケット』にて『ナキナギ』の連載を開始。

## 作品リスト

### 漫画作品

#### 連載
- 木星少女流星群（原作：木戸朋生、『マガジンポケット』2017年11月1日 - 2018年5月30日）
- 可愛いだけじゃない式守さん（『マガジンポケット』2019年2月2日[8] - 2023年2月18日[9]）
- ナキナギ（『マガジンポケット』2025年4月2日[7] - ）

#### 読み切り
- カナン様はあくまでチョロい 描きおろし漫画（『週刊少年マガジン』2023年6号[10]）
- SeaWITCH（『週刊少年マガジン』2024年25号[11]）

### 書籍
- 『木星少女流星群』、原作：木戸朋生、講談社〈講談社コミックス〉2018年、全3巻
  1. 2018年3月9日発売[12]、ISBN 978-4-06-511213-7
  2. 2018年5月9日発売[13]、ISBN 978-4-06-511402-5
  3. 2018年7月9日発売[14]、ISBN 978-4-06-511781-1
- 『可愛いだけじゃない式守さん』、講談社〈KCデラックス〉2019年 - 2023年、全20巻
- 『ナキナギ』、講談社〈KCデラックス〉2025年 - 、既刊1巻（2025年7月9日現在）
  1. 2025年7月9日発売[15][16]、ISBN 978-4-06-540011-1

### その他
- ハンドレッドノート（メディアミックス、2023年）「ナイトアウル」ビジュアル担当[17]
- 超豪華漫画家による描くなるうえは応援イラスト（『描くなるうえは』第2巻収録、2023年[18]）